# Paralelo 78 S
O Paralelo 78S é um paralelo no 78° grau a sul do plano equatorial terrestre.

## Dimensões
Conforme o sistema geodésico WGS 84, no nível de latitude 78° S, um grau de longitude equivale a 23,22 km; a extensão total do paralelo é portanto 8.662 km, cerca de 21 % da extensão do Equador, da qual esse paralelo dista 8.550 km, distando 1.340 km do polo sul.

## Cruzamentos
O paralelo 78 S cruza terra firme da Antártica por três quartos de sua extensão, sobre 4 trechos de terra, que incluem a massa continental Antártica, mais a Ilha Berkner. Passa, em cerca de um quarto da extensão, pelos mares de Weddell (em 3 trechos) e de Ross